# Gmina Ujmisht
Gmina Ujmisht (alb. Komuna Ujmisht) – gmina położona w północno-zachodniej części kraju. Administracyjnie należy do okręgu Kukës w obwodzie Kukës.  W 2011 roku populacja wynosiła 1797 mieszkańców – 900 mężczyzn oraz 897 kobiet. W 2011 roku Albańczycy stanowili 83,64% mieszkańców.

## W gminie urodzili się
- Jemin Gjana – członek Zgromadzenia Albanii, minister rolnictwa w rządzie Sali Berisha[6],
- Reshat Bardhi – (ur. 1935, zm. 2011) przywódca duchowy bektaszytów.